# Herb Goraja
Herb Goraja – jeden z symboli miasta i gminy Goraj, ustanowiony 29 czerwca 2002.

## Wygląd i symbolika
Herb przedstawia na tarczy w polu czerwonym złotą łódź, a pod nią trzy srebrne wręby. Pierwsza koncepcja herbu powstała na 600-lecie Goraja i upamiętnia on zasłużone dla miasta i gminy rody: Korczak i Łodzia, z których herbów pochodzą elementy herbu gminy. Pieczęć miejska z XVI w. przedstawiała wyłącznie herb Łodzia, w XVII w. została zastąpiona wizerunkiem herbu Jelita.